# Макариха (Кировоградская область)
Мака́риха (укр. Макариха) — село в Дмитровской сельской общине Кропивницкого района Кировоградской области Украины.
До 2020 года входило в Знаменский район
Население по переписи 2001 года составляло 567 человек. Почтовый индекс — 27427. Телефонный код — 5233. Занимает площадь 1,5 км². Код КОАТУУ — 3522283701.
В селе родился Герой Советского Союза Павел Линник.